# Pseudodrifa nigra
Pseudodrifa nigra is een zachte koraalsoort uit de familie Nephtheidae. De koraalsoort komt uit het geslacht Pseudodrifa. Pseudodrifa nigra werd in 1868 voor het eerst wetenschappelijk beschreven door Pourtalès. 